# まちがい (落語)
『まちがい』は古典落語の演目の一つ。

## あらすじ
江戸の町に住む清二郎が父親に結婚の許しを請いに来る。父はもちろん承諾するはずが､その相手が｢お鶴｣という女性だと知った途端､｢ダメだ｣の一点張りとなる。
清二郎が理由を聞くと､なんでもお鶴は自分が若い頃にしていた浮気相手の子､つまり自分の腹違いの兄妹であることを知る。
そのことを泣きながら母に報告すると､母は問題ないという。
なぜなら清二郎が父の子であることがまちがいなのだから…